# Карл Міллер
Карл Міллер (англ. Carl Miller, 9 серпня 1893, Вічита — 22 січня 1979, Гонолулу) — американський кіноактор. З 1917 року по 1942 рік зфільмувався у 44 стрічках.

## Життєпис
Народився в місті Вічита, Техас, і помер в Гонолулу, Гаваї.

## Вибрана фільмографія
- 1918: Лікар і жінка / The Doctor and the Woman
- 1921: Малюк / The Kid
- 1921: Попелюшка пагорбів / Cinderella of the Hills
- 1923: Парижанка / A Woman of Paris: A Drama of Fate
- 1925: Свист з Волл-Стріт / The Wall Street Whiz
- 1934: Без викупу[en] / No Ransom